# Claude Traunecker
Claude Traunecker est un égyptologue français, professeur à l'université de Strasbourg, et chercheur au CNRS. Il a participé à de nombreuses campagnes de fouilles archéologiques et d'étude sur l'Égypte antique.

## Biographie
Né à Mulhouse en 1943, Claude Traunecker commence par une première formation de chimiste.
Il est l'élève des professeurs Jean Leclant et Philippe Derchain à Strasbourg, Paris et Lyon. Au Caire, il suit les enseignements de Jean Yoyotte, Serge Sauneron, Paul Barguet et Jean-Claude Goyon.
De 1968 à 1984, Claude Traunecker travaille au Centre franco-égyptien d'étude des temples de Karnak à Louxor où il dirige le laboratoire de restauration et le bureau d'épigraphie. Il publie des travaux de recherche dans la revue des Cahiers de Karnak.
Claude Traunecker enseigne à l'École du Louvre de 1985 à 1995. Il est ensuite professeur à l'université de Louvain.
En 1996, il est élu titulaire de la chaire d'égyptologie de l'université de Strasbourg nouvellement recréée. Il assure cet enseignement jusqu'en 2007.
En 1999, il reçoit le prix Saintour de l’Académie des inscriptions et belles-lettres avec Laure Pantalacci pour Le temple d’El-Qal’a.
Lors de la campagne de fouille de 2004-2005, les professeurs Claude Traunecker et Annie Schweitzer, percent le mur fermant l'énigmatique tombe 33 et explorent les nombreuses chambres de cette tombe thébaine.

## Sélection de publications
- 1980 : La chapelle adossée au temple de Khonsou (en collaboration avec Françoise Laroche-Traunecker)
- 1984 : Karnak, résurrection d'un site (coécrit avec Jean-Claude Golvin)
- 1985 : Sur la salle dite « du couronnement » à Tell-el-Amarna. (en collaboration avec Françoise Laroche-Traunecker)
- 1991 : Les Dieux de l'Égypte, Que sais-je? no 1194, PUF (nombreuses rééditions ultérieures et traductions)
- 1991 : Du ciel de Thèbes, coécrit avec Jean-Claude Golvin et Alain Bellod, éditions Recherche sur les civilisations
- 1992 : Coptos, hommes et dieux sur le parvis de Geb, éditions Peeters press, Louvain
- 1999 : Visions utopistes et réalité archéologique dans l'ancienne Égypte de la Description, 1999
- 2002 : À propos de l'Harpocrate amonien.
- 2002 : Sauvegarde et diffusion du patrimoine scientifique et culturel à Strasbourg.
- 2003 : La mort n'est pas une fin. (en collaboration avec Annie Schweitzer)
- 2004 : L'anticipation dans la pensée de l'Égypte antique. À propos du texte de la théologie memphite.
- 2004 : Des signes et des mots, l'écriture des origines au Moyen Âge.
- 2004 : Le culte divin de la figure du Pharaon.
- 2004 : Dimensions réelles et imaginaire des dieux : les statues secrètes du temple d'Opet à Karnak.
- 2005 : Amenhotep IV, percepteur des dieux
- 2007 : Entre Égypte et Alsace; la collection égyptienne du Musée d'histoire naturelle et d'ethnographie de Colmar et la collection égyptienne de la Société industrielle de Mulhouse, Annie Schweitzer et Catherine Heinrich, éditions J. Do Bentzinger, Colmar, 2007[2]
- 2009 : « Le palais funéraire de Padiamenopé redécouvert (TT 33) », dans la revue Égypte, Afrique & Orient, no 51, p. 15-48

## Filmographie
- 2002 : Akhenaten et Nefertiti, documentaire avec Claude Traunecker
- 2007 : DVD La tombe 33, un mystère égyptien, un documentaire de Thomas Weidenbach, Seppia[3].